# 库隆日 (滨海夏朗德省)
库隆日（法語：Coulonges，法語發音：[kulɔ̃ʒ]）是法国滨海夏朗德省的一个市镇，位于该省东部偏南，属于桑特区。

## 地理
库隆日（45°36'34"N, 0°25'26"W）面积9.16 平方千米，位于法国新阿基坦大区滨海夏朗德省，该省份为法国西部滨海省份，北起旺代省，西临大西洋，南至吉倫特省，东南接多爾多涅省，东北接德塞夫勒省接壤，东临夏朗德省。
与库隆日接壤的市镇（或旧市镇、城区）包括：塞勒、埃什布吕讷、隆扎克、佩里尼亚克。

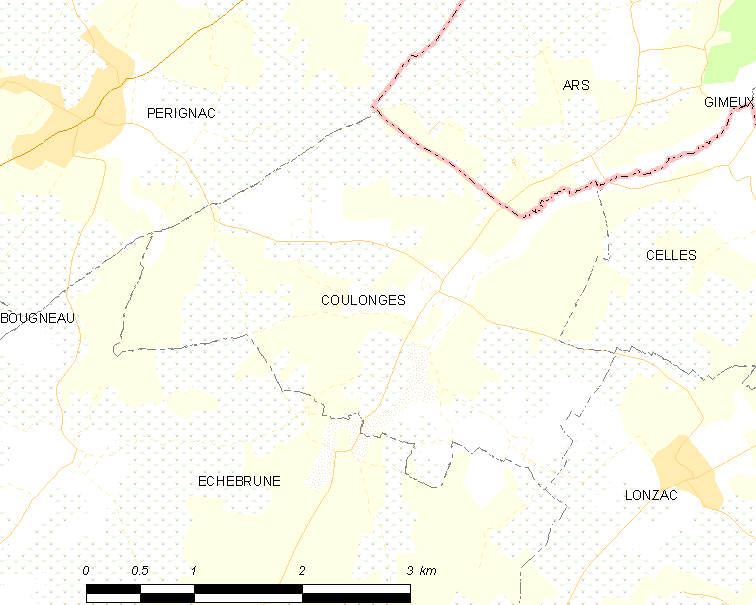
的OSM定位图

库隆日的时区为UTC+01:00、UTC+02:00（夏令时）。

## 行政
库隆日的邮政编码为17800，INSEE市镇编码为17122。

## 政治
库隆日所属的省级选区为泰纳克县。

## 人口

1962-2008年间人口变化图示

库隆日于2022年1月1日时的人口数量为227人。